# زرزور الحقل
زرزور الحقل (الاسم العلمي: Agropsar)، هو جنس من الطيور الآسيوية يتبع فصيلة الزرزوريات. يتم دمجها أحيانًا مع  جنس الالزرزور أو يتم وضع هذين النوعين سابقًا في جنس الزرزور. تم نقلهم إلى جنس أغروبسار الذي تم إحيائه بناءً على نتائج دراستين عن علم الوراثة الجزيئي نُشرت في عام 2008.